# FlyPelican

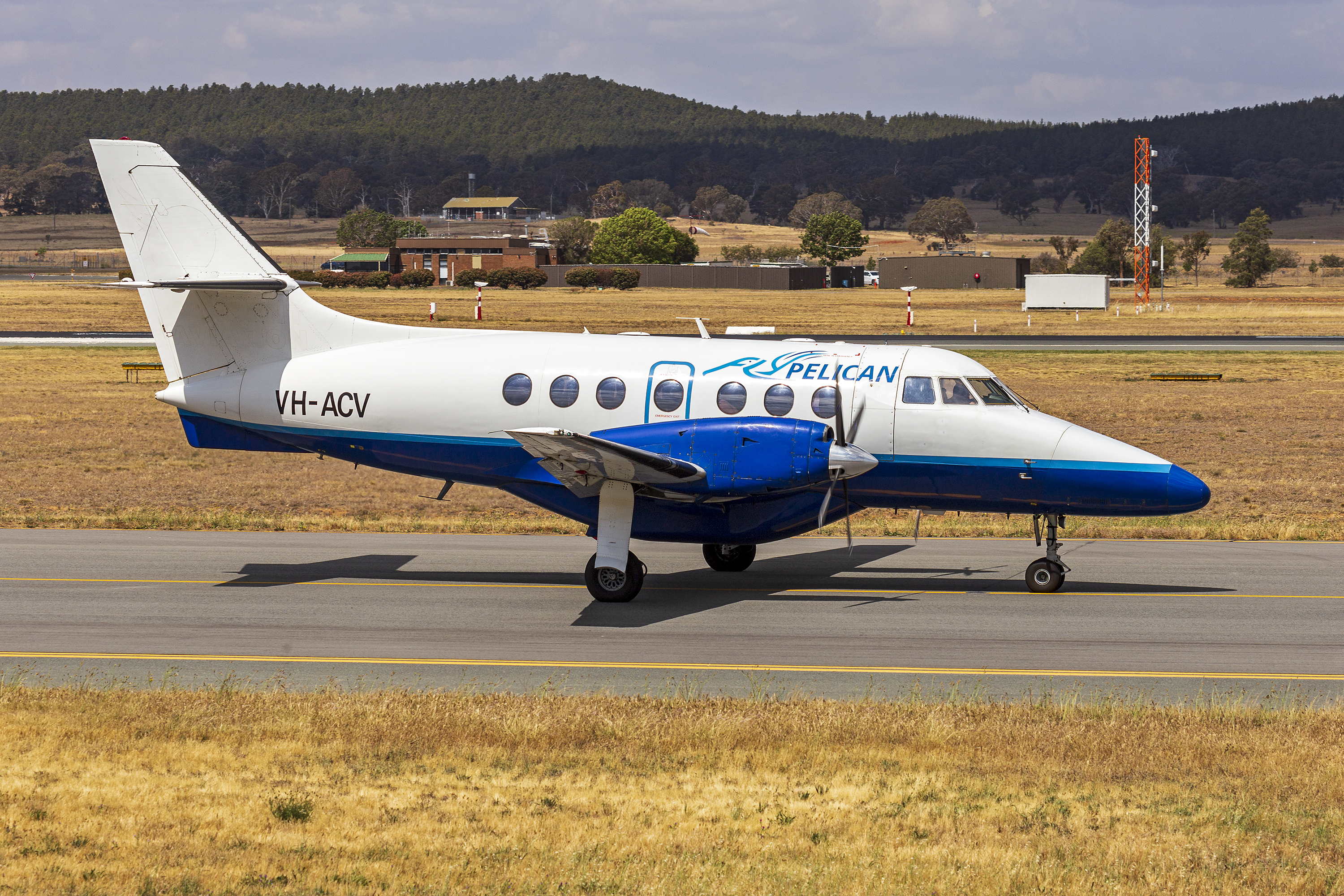
Jetstream 32 (VH-ACV) в аэропорту Канберры

FlyPelican — австралийская региональная авиакомпания. Базируется в аэропорту Ньюкасл в Новом Южном Уэльсе. Единственная в штате авиакомпания с парком из небольших самолётов на 19 мест.
Помимо регулярных рейсов авиакомпания занимается и чартерными перевозками.

## История
Основанная в 2014 году авиакомпания FlyPelican первоначально занималась чартерными перевозками. Её флот состоял из трёх самолётов Jetstream 32.
В феврале 2015 года авиакомпания пыталась начать регулярные перевозки, запрашивая маршруты которые остались без перевозчика, после того, как Brindabella Airlines прекратила свою деятельность.
1 июня 2015 года авиакомпания начала выполнять регулярные рейсы. Руководство компании прежде уже управляли другой авиакомпанией — Aeropelican Air Services.
В марте 2020 года прекращение полётов из-за эпидемии коронавируса ощутимо повлияло на работу компании — её доходы сократились на 95 %.
FlyPelican осталась единственной авиакомпанией выполняющей рейсы из Ньюкасла. В апреле 2020 года она получила субсидию от государства. Тем не менее количество рейсов сократилось со 120 до 36 в неделю.

## Маршрутная сеть
Помимо рейсов из Ньюкасла в крупные Сидней и Канберру, авиакомпания выполняет рейсы в небольшие города внутри региона, такие как Баллина, Даббо, Кобар, Маджи и Тари.
В 2018 году авиакомпания планировала начать полёты в Аделаиду на арендованном Fokker 70.

## Флот
Парк авиакомпании состоит из 5 самолётов Jetstream 32, вместимостью 19 пассажиров. Самолёты авиакомпании находятся в аренде.